# Cheresig, Bihor
Cheresig este un sat în comuna Toboliu din județul Bihor, Crișana, România.

## Descrierea donjonului
În această localitate se găsesc ruinele unui donjon romanic din cărămidă, în plan hexagonal, din sec. al XIII-lea - construit în 1242, imediat după marea invazie tătară, ca punct întărit si turn de observație.
Prima atestare documentară a turnului este datată 1289, pomenind de asediul regelui Ladislau Cumanul. De altfel aici a și fost ucis de către Roland Borșa, voievodul Transilvaniei, și frații săi.
În anul 1514 Laurențiu, unul dintre căpitanii lui Gheorghe Doja, pornește de aici, în fruntea a 30.000 de iobagi răsculați, spre Cetatea Oradea.
Donjonul este înconjurat de o ridicătură de pământ de formă trapezoidală, indicând existența unei fortificații gen val de pământ sau a unui zid înconjurător. Proprietarii donjonului sunt pomeniți începând cu anul 1289, când cetatea era în posesia lui Beke, din neamul Borșa. Mai târziu, în 1317, este amintit ca fiind în posesia regelui Carol Robert de Anjou. În 1390 a fost donată familiei Losonczi, iar șase ani mai târziu ajunge în mâinile familiei Csáky, care, cu mici întreruperi, a rămas proprietara domeniului până la sfârșitul Primului Război Mondial. Turnul avea inițial 5 nivele, despărțite între ele de planșee de grinzi de lemn.

## Galerie de imagini

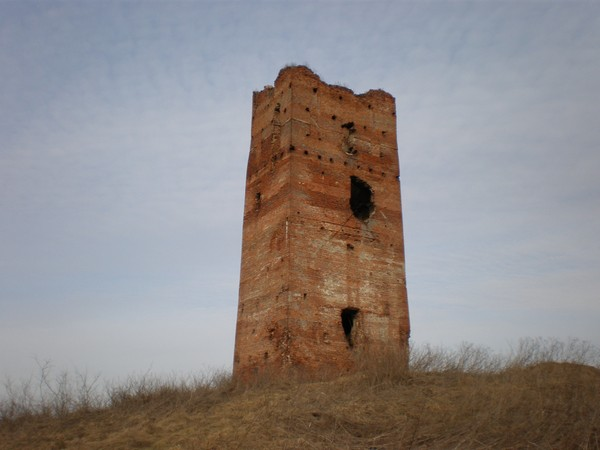
Donjonul din Cheresig (secolul al XIII-lea)
Donjonul
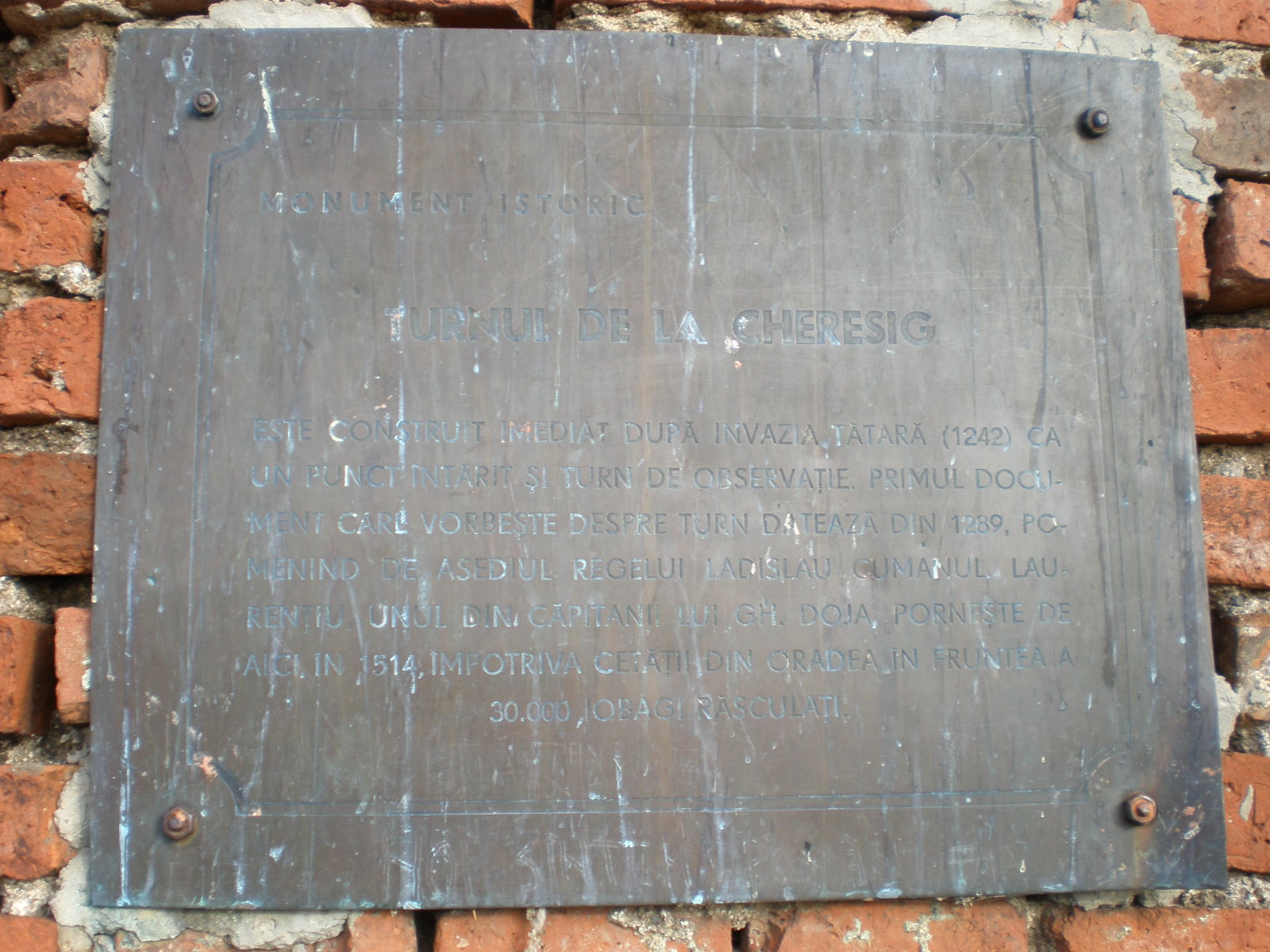
Placa cu descrierea donjonului
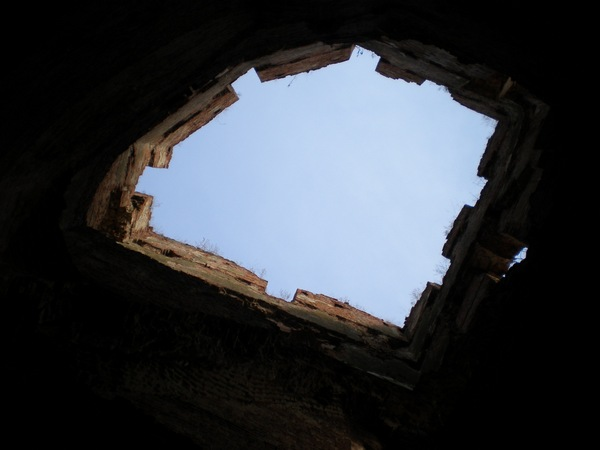
Imagine din interiorul donjonului